# 佐藤重夫
佐藤 重夫（さとう しげお、1912年1月11日 - 2003年11月23日）は、日本の建築家。建築史家。広島大学名誉教授。専門は建築意匠設計と建築史。広島県と岡山県の文化財保護審議会委員を歴任。日本民俗建築学会には佐藤重夫賞が設けられている。

## 経歴
出生から修学期
1912年、岡山県都窪郡早島町で生まれた。旧制第六高等学校を卒業し、1931年に東京帝国大学工学部建築科に進学。1934年に卒業。
建築家として
卒業後は渡辺仁建築事務所に勤務。1940年、逓信省航空局に勤務。以降、厚生省保健院、逓信省営繕課、防衛通信施設局、西部逓信総局、広島逓信局に勤務した。1947年から1950年、独立して建築設計事務所を運営し岡山市の復興に携わった。
大学教員時代
1950年、広島大学工学部に学科が発足することに伴なって工学部助教授に就任。建築計画設計を担当した。1956年に教授昇格。1962年、学位論文『建築専門教育のための建築意匠論』を東京大学に提出して工学博士号を取得。1975年に広島大学を定年退官し、名誉教授となった。その後、国立呉工業高等専門学校校長に就任。1983年に同校校長を退任した。その後は広島工業大学特任取育職員として教鞭を執った。
学界では、1988年から日本民俗建築学会会長を務めた。2003年に死去。

## 受賞・栄典
- 1982年：勲二等瑞宝章を受章。
- 1999年：日本建築学会賞大賞を受賞。

## 研究内容・業績
原爆ドームの保存と保存工事
原爆ドームの保存を推奨した。1965年に広島市からドーム補強の方法について調査依頼を受けて保存調査工事を指揮指導。佐藤はエポキシ樹脂接着剤注入による保存工法が可能であるとし、この報告を受けて広島市はドーム保存募金をへて、1967年に保存工事を実施した。その後、1989年から1990年にかけて2回目の保存工事が行われた。
作品
作品には下記がある。
- 広島大学原爆慰霊塔死没者追悼之碑[12][13]
- 岡山県貨物ビル[14]

## 著作
著書
- 『建築専門教育のための建築意匠論：建築発想方法論』1962
- 『滄浪園の建築物と庭園の構造』木村卿彦と共著、広島県名勝滄浪園緊急調査団 1970
- 『民家についての最近の調査研究別刷集：広島県の部』1971
- 『三段峡への道づれ』1975
- 『灘雲』1978